# طومان
طومان  قرية سوريّة تتبع إداريّاً لمحافظة حلب منطقة الباب ناحية تادف، بلغ تعداد سكانها 516 نسمة حسب التعداد السكاني لعام 2004.